# Samuel Holmén
Samuel Tobias Holmén (* 28. června 1984 Annelund, Švédsko) je švédský fotbalový záložník a reprezentant, který v současné době hraje v tureckém klubu Fenerbahçe SK.
Jeho mladším bratrem je fotbalista a švédský reprezentant Sebastian Holmén.

## Klubová kariéra
Profesionální fotbalovou kariéru zahájil ve švédském klubu IF Elfsborg, poté hrál v dánském Brøndby IF a tureckých klubech İstanbul BB, Fenerbahçe SK a Bursaspor.

## Reprezentační kariéra
Holmén nastupoval za švédské mládežnické reprezentace od kategorie U16.
Zúčastnil se Mistrovství Evropy hráčů do 21 let 2004 v Německu.
V A-mužstvu Švédska debutoval 15. 11. 2006 v přátelském utkání v Le Mans proti týmu Pobřeží slonoviny (prohra 0:1).